# L.A. Alumínios-Metalusa-Blackjack
L'equip L.A. Alumínios-Metalusa-Blackjack (codi UCI: LAA) és un equip de ciclisme portuguès de categoria continental.
Té l'origen en l'equip Clube de Ciclismo de Paredes. El 1995 passà al professionalisme i al llarg de la seva història ha tingut diferents noms. A partir de la creació dels circuits continentals, competeix principalment al calendari de l'UCI Europa Tour.
No s'ha de confondre amb els equips també portuguesos de LA-MSS i LA-Pecol.

## Principals resultats
- Volta a l'Algarve: Hugo Sabido (2005)
- Volta a Chihuahua: Francisco Mancebo (2008)

### A les grans voltes
- Giro d'Itàlia
  - 0 participacions

- Tour de França
  - 0 participacions

- Volta a Espanya
  - 0 participacions

## Classificacions UCI
Fins al 1998 els equips ciclistes es trobaven classificats dins l'UCI en una única categoria. El 1999 la classificació UCI per equips es dividí entre GSI, GSII i GSIII. D'acord amb aquesta classificació els Grups Esportius I són la primera categoria dels equips ciclistes professionals. La següent classificació estableix la posició de l'equip en finalitzar la temporada.
| Temporada | Classificació per equips | Millor ciclista en la classificació individual |
| --------- | ------------------------ | ---------------------------------------------- |
| 1995      | 64è                      | Alfonso Alayón (779è)                          |
| 1996      | 64è                      | Cândido Barbosa (653è)                         |
| 1997      | 64è                      | Juan Carlos Taboas (704è)                      |
| 1998      | 64è                      | Paulo Manuel Silva (1125è)                     |
| 1999      | 10è (GSIII)              | José Manuel Barros (789è)                      |
| 2000      | 15è (GSIII)              | Miguel Ángel Suárez (682è)                     |
| 2001      | 22è (GSIII)              | José Alves (1042è)                             |
| 2002      | 32è (GSIII)              | Rui Filipe Felgueiras (352è)                   |
| 2003      | 27è (GSII)               | Alberto Benito Guerrero (617è)                 |
| 2004      | 30è (GSIII)              | Alberto Benito Guerrero (426è)                 |

A partir del 2005, l'equip participa en els Circuits continentals de ciclisme. La taula presenta les classificacions de l'equip al circuit, així com el millor ciclista individual.
UCI Amèrica Tour
| Temporada | Classificació per equips | Millor ciclista en la classificació individual |
| --------- | ------------------------ | ---------------------------------------------- |
| 2008      | 26è                      | Francisco Mancebo (74è)                        |
| 2009      | 19è                      | Héctor Aguilar (49è)                           |
| 2017      | 11è                      | Román Villalobos (14è)                         |

UCI Europa Tour
| Temporada | Classificació per equips | Millor ciclista en la classificació individual |
| --------- | ------------------------ | ---------------------------------------------- |
| 2005      | 40è                      | Gerardo Fernández (113è)                       |
| 2006      | 104è                     | Unai Yus (681è)                                |
| 2007      | 100è                     | Alexis Rodríguez (474è)                        |
| 2008      | 54è                      | Francisco Mancebo (80è)                        |
| 2009      | 69è                      | Constantino Zaballa (194è)                     |
| 2010      | 72è                      | Hernâni Brôco (316è)                           |
| 2011      | 50è                      | Hernâni Brôco (114è)                           |
| 2012      | 69è                      | Hugo Sabido (91è)                              |
| 2013      | 73è                      | Edgar Pinto (138è)                             |
| 2014      | 70è                      | Edgar Pinto (104è)                             |
| 2015      | 88è                      | Hernâni Brôco (313è)                           |
| 2016      | 74è                      | Amaro Antunes (320è)                           |
| 2017      | 97è                      | Edgar Pinto (536è)                             |

UCI Oceania Tour
| Temporada | Classificació per equips | Millor ciclista en la classificació individual |
| --------- | ------------------------ | ---------------------------------------------- |
| 2009      | 21è                      | Hugo Sabido (61è)                              |